# Mee naar Diemen-Zuid
Mee naar Diemen-Zuid is een single van het Nederlandse hiphopduo Lange Frans & Baas B uit 2005. Het stond in hetzelfde jaar als derde track op het album Het land van, waar het de tweede single van was, na Het land van....

## Achtergrond
Mee naar Diemen-Zuid is geschreven door Arno Krabman, Frans Frederiks en Bart Zeilstra en geproduceerd door Krabman. Kasper van Kooten doet ook mee in het nummer, maar is niet gecrediteerd. Het lied evenaarde niet het succes van Het land van..., maar bereikte wel beide hitlijsten van Nederland. In de Single Top 100 kwam het tot de negende plaats en in de Top 40 reikte het tot de vijftiende positie.